# Камен Луков
Камен Луков Пейнски  е български офицер, капитан. Военен диригент и композитор.

## Биография
Камен Луков е роден на 26 ноември 1875 г. в с. Копиловци, Берковско. Завършва Начално училище в родното си село. От малък се запознава със свирните, песните и хубостите на родния край.
Постъпва като доброволец във военната музика на 5-и пехотен дунавски полк в град Русе (1891). Проявява музикална дарба и е изпратен да учи в Императорското музикално училище в Одеса (1896). За да се издържа, работи като докер, прислужник и обущар. При дипломирането си впечатлява музикалните специалисти с изпълнението по собствен аранжимент на романса „Славей“ на композитора Александър Алябев.
Завръща в България и е назначен за капелмайстор на 34-ти пехотен троянски полк в Ловеч (1905). Наследява на длъжността Панайот Пипков. Присвоено му е военно звание капитан.
Участва в Балканската война, Междусъюзническата война и Първата световна война с музикантския взвод. Тогава създава Церемониалния марш на Българската армия „Весели и в боя“ и Марша на Тридесет и четвърти пехотен троянски полк „Троянци“. Едната му ръка е трудно подвижна след раняване на Дойранската позиция.
Служи за кратко време в Харманли и Разград (1922 – 1924). Завръща се в Ловеч и отново е капелмайстор в Ловешкия гарнизон.
Диригент на състава на Музикално дружество „Кавал“ (Ловеч). Участва активно в поставянето на опери и оперети на сцената на Ловешкото читалище „Наука“. Заедно с музикалния педагог Евстати Павлов работи с духовата музика и оперетен състав на Ловешката гимназия „Цар Борис III“. Обучава музикално много ученици.
Написва над 100 музикални творби: военни маршове, кантати, хора, ръченици, китки, романси, оперетна и оперна музика. Целият му творчески живот преминава в Ловеч.
Умира в Ловеч на 7 август 1949 г. Музикалния му архив е предаден в Българската академия на науките.
Улица в град Ловеч е наименувана „Маестро Камен Луков“.